# Giuseppe Luigini
Giuseppe Luigini fou un músic italià naturalitzat francès, nascut vers l'any 1820. Era pare del compositor Alessandro Luigini.
Dirigí l'orquestra d'un teatre de Tolosa primer, i després passà al Gran Teatre de Lió i, per acabar al Teatre Italià de París.
Va escriure les òperes:
- Zédonika;
- Le printemps;
- Les postillons;
- Les filles de Gros-Guillot, ball espectacle.